# Atractus occidentalis
Atractus occidentalis – gatunek węża z rodziny połozowatych (Colubridae), występujący endemicznie w Ekwadorze.

## Systematyka
Gatunek ten opisał w 1955 roku amerykański zoolog Jay M. Savage na łamach „Proceedings of the Biological Society of Washington”, nadając mu nazwę Atractus occidentalis. Savage opisał go na podstawie holotypu (samiec o oznaczeniu BMNH 1916.5.23.5) zebranego przez W. Goodfellowa. Miejsce typowe opisano jako Mindo w prowincji Pichincha w Ekwadorze.
Status taksonomiczny Atractus occidentalis nie jest pewny, niektórzy autorzy sugerują, że takson ten stanowi młodszy synonim Atractus microrhynchus.

### Etymologia
- Atractus: gr. ατρακτος atraktos „wrzeciono, strzała”[6].
- occidentalis: zachodni[3].

## Występowanie
Gatunek ten występuje w północno-zachodnim Ekwadorze od prowincji Pinchincha do prowincji Chimborazo, na zachodnich zboczach Andów w zakresie wysokości 800–1200 m n.p.m. Preferuje stare lasy deszczowe, ale także las wtórnego wzrostu. Ze względu na bardzo rzadkie występowanie nie ma wielu informacji o tym gatunku. Prawdopodobnie, jak inne gatunki z rodzaju Atractus z tego obszaru, prowadzi głównie nocny tryb życia, a w ciągu dnia ukrywa się pod kłodami drzew, kamieniami lub w miękkiej ziemi. Dieta Atractus occidentalis prawdopodobnie obejmuje dżdżownice i ślimaki.

## Morfologia
Jest to małej wielkości wąż o małej głowie, której szerokość jest podobna do szerokości szyi, i małych oczach. Górne części ciała są jednolicie brązowe z sześcioma nieregularnymi podłużnymi ciemniejszymi liniami. Brzuch jest jasnożółty. Jest podobny do Atractus dunni i Atractus ecuadorensis.
Wymiary:
|                        | Samiec  | Samica  |
| Długość całkowita (mm) | 321     | -       |
| Długość SVL (mm)       | 265     | -       |
| Łuski brzuszne         | 129–141 | 128–149 |
| Tarczki podogonowe     | 33–39   | 20–37   |

## Status
W Czerwonej księdze gatunków zagrożonych IUCN Atractus occidentalis jest klasyfikowany jako gatunek zagrożony (EN, ang. Endangered). Gatunek ten jest opisywany jako niepospolity.